# Doryteuthis sanpaulensis
Doryteuthis sanpaulensis is een inktvissensoort uit de familie van de Loliginidae. De wetenschappelijke naam van de soort werd voor het eerst geldig gepubliceerd in 1984 door Brakoniecki.